# East Barre and Chelsea Railroad
Die East Barre and Chelsea Railroad (EB&C) ist eine ehemalige Eisenbahngesellschaft in Vermont (Vereinigte Staaten). Sie wurde 1888 gegründet und baute bis 1889 eine 2,2 Kilometer lange Strecke, die in Lower Websterville an die Strecke der ebenfalls 1889 eröffneten Barre Railroad anschloss und bis East Barre führte. Sie dient ausschließlich dem Güterverkehr. 
Am 18. September 1913 fusionierte die EB&C mit der Barre Railroad zur neuen Barre and Chelsea Railroad. Die Strecke der ehemaligen EB&C ist stillgelegt.